# Vom Stiefelputzer Hinkelbrühe
Vom Stiefelputzer Hinkelbrühe ist ein Schwank. Er steht in Johann Wilhelm Wolfs Deutsche Hausmärchen an Stelle 48.

## Inhalt
Der neue Stiefelputzer stellt sich dem König als „Vorgestern“, der Prinzessin als „Hinkelbrühe“, der Königin als „Gestern“, den Dienern als „Heute“ vor. Er will die Prinzessin, sie ihn nicht. Als sie einmal Hinkelbrühe zu essen bekommt, erzählt er dem Kutscher und den anderen, er solle nachts ihre verrückt gewordene Kämmerin wegschaffen, und raubt die Prinzessin. Sie ruft um Hilfe, „Hinkelbrühe“, die Königin versteht erst nicht, dann ruft sie „Gestern“, der König lässt nach „Vorgestern“ suchen und die Diener wünschen ihrem „Heute“ noch gute Reise. Der Stiefelputzer fährt mit der Prinzessin über die Grenze und darf sie behalten.

## Herkunft
Der Titel Vom Stiefelputzer Hinkelbrühe ist bei Wolf nicht mit einem Sternchen (*) versehen, was laut seiner Vorrede anzeigt, dass er selbst den Text ausarbeitete. „Hinkelbrühe“ ist Hühnersuppe, bleichen Damen bekömmlich. Der Märchenschwank zeugt von Obrigkeitsneid. Vgl. Wolfs Der goldene Hirsch, Der Hasenhirt. Die List mit dem albernen Namen erinnert an Odysseus, der den Polyphem hereinlegt.